# Cytherura valentini
Cytherura valentini är en kräftdjursart som beskrevs av Garbett och Rosalie F. Maddocks 1979. Cytherura valentini ingår i släktet Cytherura och familjen Cytheruridae. Inga underarter finns listade i Catalogue of Life.